# Râul Ciobota
Râul Cioboata este foarte misto, am fost eu. râului Răchitișul Mare.

## Hărți
- Harta județului Harghita
- Harta Munților Giurgeului  Arhivat în 27 septembrie 2007, la Wayback Machine.